# Zéro Forfait
Zero Forfait était un opérateur de téléphonie mobile virtuel (MVNO) français sans engagement, racheté par Prixtel en avril 2014. Zero Forfait, créé en avril 2009, est issu de la société Call in Europe et s’appuie sur le réseau SFR. Depuis sa création, Zero Forfait est dirigé par Patrick Gentemann, président-fondateur de Call in Europe.

## Positionnement
Zero Forfait s’est lancé en France avec pour objectif de proposer des offres à bas prix et sans engagement. Il a été l’un des premiers opérateurs à proposer un tarif minute à 0,19 €[réf. souhaitée]. Zero Forfait est le premier opérateur à avoir reçu le label « Tarif social mobile » du gouvernement, le 4 mai 2011. Les plus démunis (bénéficiaires du RSA) peuvent ainsi souscrire un abonnement au téléphone mobile pour moins de 10 € par mois.
En mars 2012, Zero Forfait commence à proposer des offres low-cost. Le mois suivant, Zero Forfait qui ne distribuait ses produits que par Internet (pure player Internet), se lance dans la distribution physique avec un objectif de 600 points de vente d'ici fin 2012. Bien qu'à contre-courant du marché qui tend à apparaitre en ligne, l'initiative est bien accueillie par les distributeurs[réf. souhaitée] touchés de plein fouet par la baisse des rémunérations des opérateurs « historiques ». 
En septembre 2012, l'opérateur propose la location de smartphones haut-de-gamme avec option d'achat, incluant un pack de services et de garanties.
En avril 2014, Prixtel annonce avoir racheté Zéro Forfait. Ses abonnées ont été transférés sur le nouveau réseau au mois de mai.

## Communication
Dès son lancement, Zero Forfait a commencé par développer des campagnes de communication grand public avec un message axé autour du ras le bol[style à revoir] des consommateurs qui sont engagés à payer des forfaits hors de prix pour une longue durée. Le blog « Interdit aux pigeons » a également été lancé dans cette perspective. Chaque semaine, Patrick Gentemann fait partager ses astuces et ses coups de gueule[style à revoir] à ses lecteurs pour "libérer" la téléphonie mobile[non neutre]. 
Depuis juin 2011, Zero Forfait a choisi Guy Roux comme porte-parole publicitaire. Reconnu pour son bon sens de l’économie et sa force de conviction, le mythique entraîneur de l’AJ Auxerre prête son image à la marque.
En janvier 2012, face à l'arrivée en fanfare de Free Mobile, Patrick Gentemann adresse une lettre ouverte[source insuffisante] à Xavier Niel dans le quotidien Le Monde pour lui rappeler qu'il n'est pas le premier à avoir révolutionné le marché de la téléphonie mobile.

## Identité visuelle (logo)

Logo de Zéro Forfait d'avril 2009 à septembre 2012
Logo de Zéro Forfait depuis septembre 2012